# Potres kod Kamčatke 2025.
Potres kod Kamčatke dogodio se 30. srpnja 2025. u 11:24:50 po lokalnom vremenu (PETT) (29. srpnja 2025. u 23:24:50 po našem vremenu) magnitude Mw 8.8 u vodama kod istočne obale poluotoka Kamčatka na dalekom istoku Rusije. Epicentar potresa nalazio se 119 kilometara jugoistočno od obalnoga grada Petropavlovsk-Kamčatskog, dok je hipocentar bio na relativno plićoj dubini od 20.7 kilometara.
Ovaj potres predstavlja najjači seizmički događaj zabilježen od razornog potresa u Tōhoku 2011. godine i po snazi je izjednačen s potresima u Ekvadoru-Kolumbiji iz 1906. i Čileu iz 2010. godine, čime postaje šesti najjači potres ikad zabilježen u povijesti seizmologije.
Potres se dogodio na važnoj subdukcijskoj zoni Kuril-Kamčatka, velikome rasjednom sustavu koji se proteže od istočne obale Kurilskih otoka do poluotoka Kamčatka. Na ovoj se aktivnoj subdukcijskoj zoni Pacifička ploča kontinuirano podvlači pod Sjevernoameričku ploču brzinom između 76 i 90 milimetara godišnje, što je proces koji traje neprekidno od krednog razdoblja.
Ruptura potresa zahvatila je impresivnu sekciju subdukcijske zone dimenzija 600 x 200 kilometara, pri čemu se većina rupture proširila 500 kilometara jugozapadno od epicentra prema Kurilskim otocima. Potres je trajao približno 230 sekundi, a najveći pomak na rasjedi dosegao je 10.5 metara u blizini oceanske brazde. Ovom glavnom potresu prethodila su dva značajna pretpotresa: jedan magnitude 7.4 koji se dogodio 20. srpnja 2025., te raniji potres magnitude 7.0 zabilježen 17. kolovoza 2024. godine.
Potres je izazvao tsunami koji se proširio Pacifikom i uzrokovao umjerene štete te više ozlijeđenih osoba u Kamčatskom kraju i Sahalinskoj oblasti. U kontekstu seizmičke povijesti ovoga područja, najjači prethodni potres dogodio se 1952. godine s magnitudom između 8.8 i 9.0, dok su povijesni zapisi iz 1737. godine zabilježili još jači potres magnitude 9.3 koji je doveo do tsunamija visokoga čak 63 metra.